# Ortega Ecuador Marlboro Team
Das Ortega Ecuador Marlboro Team war ein in Großbritannien ansässiger, unter ecuadorianischer Lizenz fahrender Motorsportrennstall, der von 1973 bis 1975 bei mehreren Langstreckenrennen an den Start ging und 1974 an der Formel-2-Europameisterschaft teilnahm. Das Formel-2-Engagement wurde von Ron Dennis geleitet. Es ist das zweite von insgesamt vier Formel-2-Projekten, an denen Dennis maßgeblich beteiligt war. Der kurzlebige und weitgehend erfolglose Rennstall ist in motorsporthistorischer Hinsicht insoweit von Bedeutung, als er die Verbindung von Ron Dennis und Marlboro begründete, die Dennis 1980 zum Formel-1-Rennstall McLaren brachte und über 20 Jahre lang Bestand haben sollte.

## Hintergrund

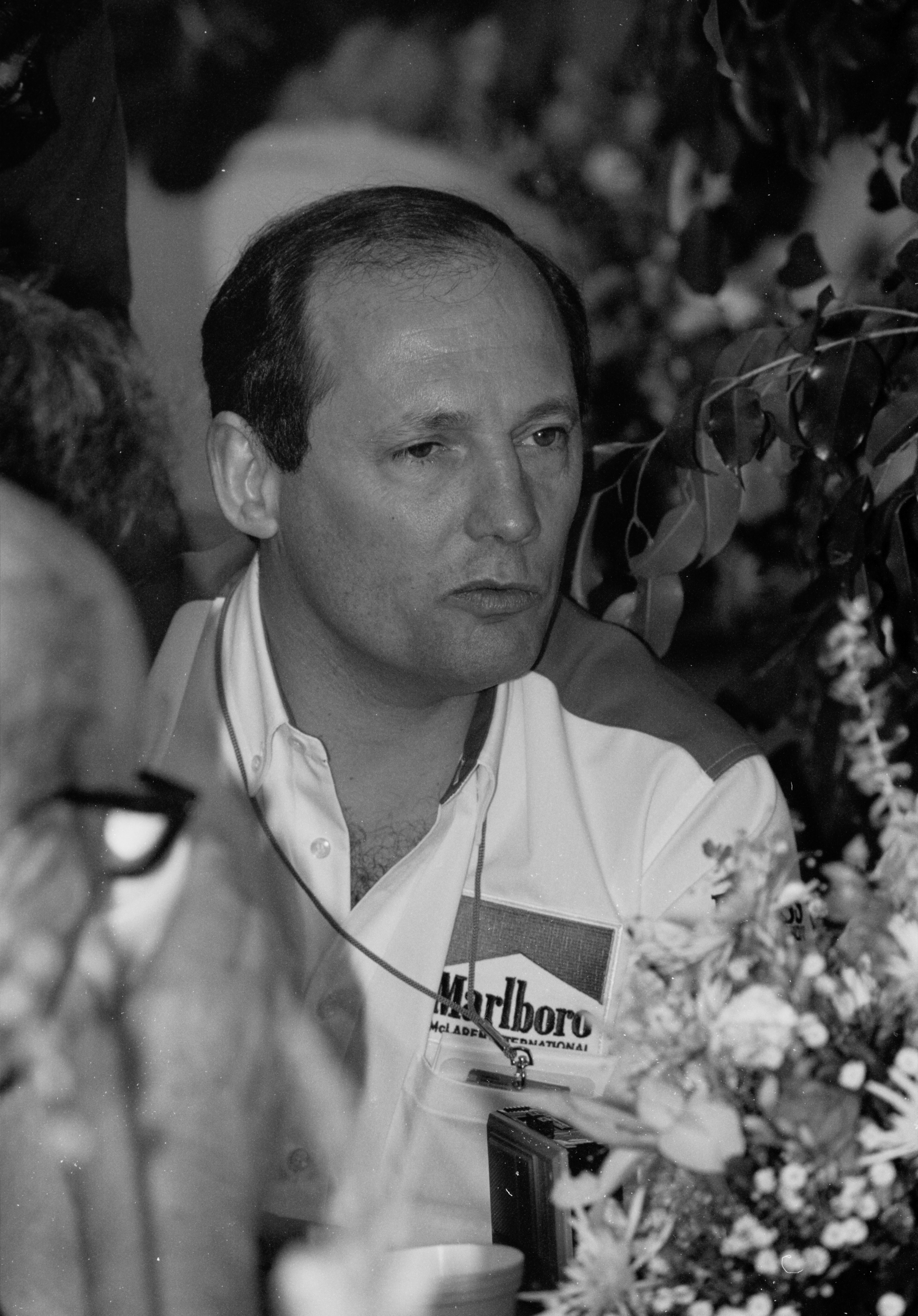
Treibende Kraft des Rennstalls: Ron Dennis

Gründer des Teams war der 1945 geborene ecuadorianische Rennfahrer Guillermo Ortega. Ortega nahm erstmals 1973 mit seinem privaten Porsche an einem europäischen Langstreckenrennen teil und war Ende des Jahres 1973 auf der Suche nach einem Cockpit in der Formel 2. Zum Jahreswechsel kam er in Kontakt mit Ron Dennis, der von 1971 bis 1973 zusammen mit Neil Trundle das Formel-2-Team Rondel Racing betrieben hatte. Rondel hatte für 1974 den Aufstieg in die Formel 1 vorgesehen; das Projekt war allerdings gescheitert, als Rondels Sponsor Motul im Hinblick auf die Auswirkungen der ersten Ölkrise die Förderung des Teams beendete. Ortega wurde zu dieser Zeit von der ecuadorianischen Niederlassung des Tabakkonzerns Philip Morris unterstützt, der bereit war, ein Formel-2-Cockpit für Ortega zu finanzieren. Dennis übernahm die Aufgabe, Ortegas Renneinsatz in dieser Motorsportklasse zu organisieren.
Der nach dem Gründer und dem Hauptsponsor Ortega Ecuador Marlboro Team genannte Rennstall bestritt 1974 nahezu alle Rennen der europäischen Formel 2. Dennis’ Allianz mit Ortega endete mit Ablauf der Saison 1974. Das Team bestand noch bis zur Mitte des folgenden Jahres fort, dann wurde es aufgelöst.
Ron Dennis sah in der Verbindung mit Ortega eine Möglichkeit, nach dem Scheitern des Motul-Projekts seine Verhältnisse zu ordnen und genug Geld zu verdienen, um im nächsten Jahr „anständig neu anzufangen“. Dies gelang ihm; er schloss das Jahr 1974 nach eigenen Angaben mit einem wirtschaftlichen Gewinn ab. Hinzu kam, dass seine Geschäftsbeziehung zu Philip Morris über das Ortega Ecuador Marlboro Team hinaus bestehen blieb. Dennis gründete 1975 das Team Project Three Racing und 1976 dann Project Four Racing. Project Four wurde jedenfalls in einzelnen Jahren von Philip Morris unterstützt. Der Tabakkonzern war es schließlich auch, der Ron Dennis zu McLaren brachte: Als das von Marlboro unterstützte Team McLaren 1980 sportlich am Ende war und Dennis gleichzeitig sein Project Four in die Formel 1 heben wollte, initiierte Marlboro die Fusion beider Rennställe.

## Die Rennen

### Formel 2
Das Ortega Ecuador Racing Team brachte 1974 mehrere Surtees TS15 an den Start, die 1973 für den Betrieb mit Ford-Hart-Motoren entwickelt worden waren. Dennis verband die Fahrzeuge allerdings mit Vierzylindermotoren von BMW. Bei den einzelnen Rennen setzte das Team eine unterschiedliche Anzahl von Fahrzeugen ein. Stammfahrer war Guillermo Ortega, der zu nahezu jedem Rennen antrat. Daneben wurden teilweise ein oder zwei weitere Autos für wechselnde Fahrer eingesetzt. Anfänglich war geplant, Ortegas Landsmann Fausto Merello regelmäßig in einem zweiten Rennen an den Start zu bringen; nach einigen erfolglosen Versuchen überzeugte Dennis ihn allerdings, seine Formel-2-Ambitionen aufzugeben. Statt seiner starteten daraufhin abwechselnd erfahrene Piloten wie Tim Schenken, Rolf Stommelen oder Reine Wisell. Emerson Fittipaldi wurde zum Kanonloppet im schwedischen Karlskrona gemeldet, er trat jedoch nicht für Ortega an.
Das beste Ergebnis des Teams erzielte Schenken, der beim dritten Saisonrennen in Pau und beim Gran Premio di Roma im Oktober 1974 jeweils Sechster wurde. Ortega verpasste bei vier Veranstaltungen die Qualifikation. Bei den sonstigen Rennen kam er jeweils außerhalb der Punkteränge ins Ziel. Sein bestes Ergebnis war der achte Platz beim Gran Premio del Mediterraneo im sizilianischen Enna.

### Langstreckenrennen
Das Ortega Ecuador Racing Team besaß einen Porsche 908/01, mit dem man 1973 erstmals beim 24-Stunden-Rennen von Le Mans am Start war. Ortega und Merello erreichten mit einem Rückstand von 39 Runden auf die Sieger Henri Pescarolo und Gérard Larrousse im Matra-Simca MS670B den siebten Rang in der Gesamtwertung. 1974 wurde aus dem Duo ein Trio. Zu Ortega und Merello kam Lothar Ranft, der spätere Händler der deutschen Premiummarken Mercedes-Benz, BMW, Porsche und Audi in Ecuador, ins Team. Das Rennen endete nach 122 gefahrenen Runden durch einen Unfall.
1975 waren zwei Fahrzeuge in Le Mans gemeldet. Ranft und Ortega verpassten mit dem 908 die Qualifikation zum Rennen. Auch der zweite Wagen, ein Porsche 911 Carrera RSR war ursprünglich nicht qualifiziert (neben Merello und Ortega fuhren Francisco Madeira und Louis Larrea diesen Wagen). Das Team ging allerdings nach dem Rennstart aus der Boxengasse illegal ins Rennen. Nach nur drei Runden stoppte die Rennleitung kurzerhand mit der schwarzen Flagge diese Aktion und disqualifizierte die Ecuadorianer. Ortega war dann vierter Fahrer im Team von Christian Poirot. Auch dieser Einsatz endete vorzeitig durch einen Defekt an der Antriebswelle am Porsche 908/02, der im Besitz von Poirot war. Es war der letzte Ausfall des 24-Stunden-Rennens 1975.
Beim 1000-km-Rennen von Zeltweg 1975 belegte das Ortega-Team – mit Ortega selbst, Ranft und Xavier Espinosa am Steuer – am Ende den elften Rang der Gesamtwertung.

## Rennergebnisse Formel 2
| 1974 | Surtees TS15-BMW |               | BAR | HO1 | PAU | SAL | HO2 | MUG | KAR | PER | HO3 | VAL |   |   |
| 1974 | Surtees TS15-BMW | G. Ortega     |     | DNF | DNQ | DNQ | DNQ | 14  | 11  | 8   | 23  | DNQ | 0 | – |
| 1974 | Surtees TS15-BMW | F. Merello    |     | DNF | DNQ | DNQ | DNQ | DNQ |     |     |     |     | 0 | – |
| 1974 | Surtees TS15-BMW | T. Schenken   |     |     | 6   | DNF |     |     | DNF | 11  |     | 6   | 0 | – |
| 1974 | Surtees TS15-BMW | R. Stommelen  |     |     |     |     | DNQ |     |     |     |     |     | 0 | – |
| 1974 | Surtees TS15-BMW | R. Wisell     |     |     |     |     |     |     | DNF |     |     |     | 0 | – |
| 1974 | Surtees TS15-BMW | E. Fittipaldi |     |     |     |     |     |     | DNA |     |     |     | 0 |   |

| Legende  | Legende            | Legende                                                          |
| Farbe    | Abkürzung          | Bedeutung                                                        |
| -------- | ------------------ | ---------------------------------------------------------------- |
| Gold     | –                  | Sieg                                                             |
| Silber   | –                  | 2. Platz                                                         |
| Bronze   | –                  | 3. Platz                                                         |
| Grün     | –                  | Platzierung in den Punkten                                       |
| Blau     | –                  | Klassifiziert außerhalb der Punkteränge                          |
| Violett  | DNF                | Rennen nicht beendet (did not finish)                            |
| Violett  | NC                 | nicht klassifiziert (not classified)                             |
| Rot      | DNQ                | nicht qualifiziert (did not qualify)                             |
| Rot      | DNPQ               | in Vorqualifikation gescheitert (did not pre-qualify)            |
| Schwarz  | DSQ                | disqualifiziert (disqualified)                                   |
| Weiß     | DNS                | nicht am Start (did not start)                                   |
| Weiß     | WD                 | zurückgezogen (withdrawn)                                        |
| Hellblau | PO                 | nur am Training teilgenommen (practiced only)                    |
| Hellblau | TD                 | Freitags-Testfahrer (test driver)                                |
| ohne     | DNP                | nicht am Training teilgenommen (did not practice)                |
| ohne     | INJ                | verletzt oder krank (injured)                                    |
| ohne     | EX                 | ausgeschlossen (excluded)                                        |
| ohne     | DNA                | nicht erschienen (did not arrive)                                |
| ohne     | C                  | Rennen abgesagt (cancelled)                                      |
| ohne     | keine WM-Teilnahme |                                                                  |
| sonstige | P/fett             | Pole-Position                                                    |
| sonstige | 1/2/3/4/5/6/7/8    | Punktplatzierung im Sprint-/Qualifikationsrennen                 |
| sonstige | SR/kursiv          | Schnellste Rennrunde                                             |
| sonstige | *                  | nicht im Ziel, aufgrund der zurückgelegten Distanz aber gewertet |
| sonstige | ()                 | Streichresultate                                                 |
| sonstige | unterstrichen      | Führender in der Gesamtwertung                                   |